# Objet central massif

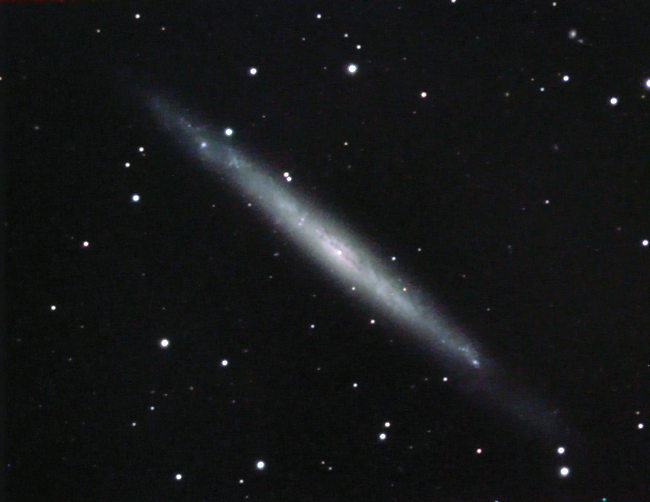
Le noyau ressemblant à une étoile au centre de cette galaxie spirale de profil, NGC 4244, est un objet central massif.

Un objet central massif (OCM) désigne une concentration de masse au centre d’une galaxie. Il peut s’agir d’un trou noir supermassif ou d’un amas stellaire nucléaire, c.-à-d. un amas d’étoiles dense.
On pense que les galaxies les plus massives contiennent toujours un trou noir supermassif (TNSM). Ces galaxies ne contiennent pas beaucoup d’amas stellaires nucléaires et l’OCM s’identifie au TNSM. Les galaxies plus petites contiennent généralement un amas stellaire nucléaire (ASN). Dans la plupart de ces galaxies, on ne sait pas si un TNSM est présent et l’OCM s’identifie donc à l’ASN. Quelques galaxies, comme la Voie lactée et NGC 4395, sont connues pour contenir à la fois un TNSM et un ASN.
La masse associée à un OCM est d’environ 0,1-0,3 % de la masse totale du bulbe galactique.